# Lasciami entrare (album)
Lasciami entrare è il quinto album in studio del cantautore italiano Valerio Scanu, pubblicato il 28 gennaio 2014 dall'etichetta indipendente NatyLoveYou, di cui è titolare del marchio.
L'album è stato anticipato dal singolo Sui nostri passi distribuito il 7 gennaio 2014.

## Il disco
L'album contiene undici inediti di cui due in lingua inglese, più una bonus track disponibile sulla piattaforma digitale iTunes, Parole di cristallo (Acoustic).
Molti dei brani contenuti nel disco portano la firma del cantante che ricopre anche il ruolo di produttore. Nel disco continua la collaborazione con Silvia Olari, già ospite nell'album live Valerio Scanu Live in Roma, in qualità di ospite duettante; difatti in questo album il brano Un giorno in più è stato scritto insieme alla cantante anche con la collaborazione di Andrea Amati.
Il disco è interamente prodotto artisticamente da Luca Mattioni, mixato a Londra da Matt Howe e masterizzato a New York da Chris Gehringer.
Il secondo singolo estratto è Lasciami entrare, pubblicato il 22 aprile 2014, mentre il 28 ottobre 2014 è stato pubblicato il terzo singolo, Parole di cristallo. Alone è il quarto singolo estratto.

## Tracce
CD, Download digitale
1. Sui nostri passi – 3:43 (Valerio Scanu, Luca Mattioni e Mario Cianchi; edizioni musicali Emi Music Publishing Italia e Startup di Luca Mattioni)
2. Come fanno le stelle – 3:54 (Federica Camba e Daniele Coro; edizioni musicali Warner Chappell Music Italiana)
3. Parole di cristallo – 4:46 (Valerio Scanu, Davide Rossi e Federico Paciotti)
4. Lasciami entrare – 2:54 (testo: Valerio Scanu – musica: Federico Paciotti)
5. Per noi – 3:11 (testo: Valerio Scanu, Davide Rossi, M. Tommasi, Federico Paciotti)
6. Ancora per me – 3:40 (testo: Valerio Scanu e Federico Paciotti – musica: Federico Paciotti)
7. Alone – 4:15 (testo: W. O. Knight, Luca Mattioni)
8. Un giorno in più – 3:31 (Valerio Scanu, Andrea Amati e Silvia Olari; edizioni musicali Warner Chappell Music Italiana e NatyLoveYou Srl)
9. Vorrei dirtelo – 3:04 (testo: Stefano Borzi – musica: Federico Paciotti)
10. Sometimes Love – 3:27 (testo: W. O. Knight, F. Turco, D. Serafino)
11. Dormi – 3:54 (testo: Valerio Scanu, R. Canale, R. L. Di Benedetto)

Durata totale: 40:19
Traccia bonus (iTunes)
1. Parole di cristallo (Acoustic) – 3:30 (testo: Valerio Scanu, Davide Rossi e Federico Paciotti)

## Successo commerciale
Ad una settimana dalla pubblicazione l'album debutta alla 2ª posizione della Classifica FIMI Album, posizione massima raggiunta da questo lavoro discografico. L'album dal suo debutto è rimasto in top20 Fimi per due settimane, per un totale complessivo di permanenza continuata in top100 di sei settimane.
Le vendite dell'album sono state supportate sia dal primo singolo estratto, Sui nostri passi, che ad una settimana dalla sua pubblicazione, ha debuttato alla 12ª posizione della Top Singoli, sia dal secondo singolo estratto, Lasciami entrare, che sempre ad una settimana dalla pubblicazione, ha debuttato alla 15ª posizione della medesima classifica, per raggiungere successivamente come posizione massima la 4ª della medesima classifica e dal terzo singolo estratto Parole di cristallo.

## Classifiche

### Posizioni massime
| Classifica (2014) | Posizione massima |
| ----------------- | ----------------- |
| Italia            | 2                 |